# Arenthon
Arenthon is een gemeente in het Franse departement Haute-Savoie (regio Auvergne-Rhône-Alpes). De plaats maakt deel uit van het arrondissement Bonneville. Arenthon telde op 1 januari 2022 1.998 inwoners.

## Geografie
De oppervlakte van Arenthon bedroeg op 1 januari 2022 11,47 vierkante kilometer; de bevolkingsdichtheid was toen 174,2 inwoners per km².

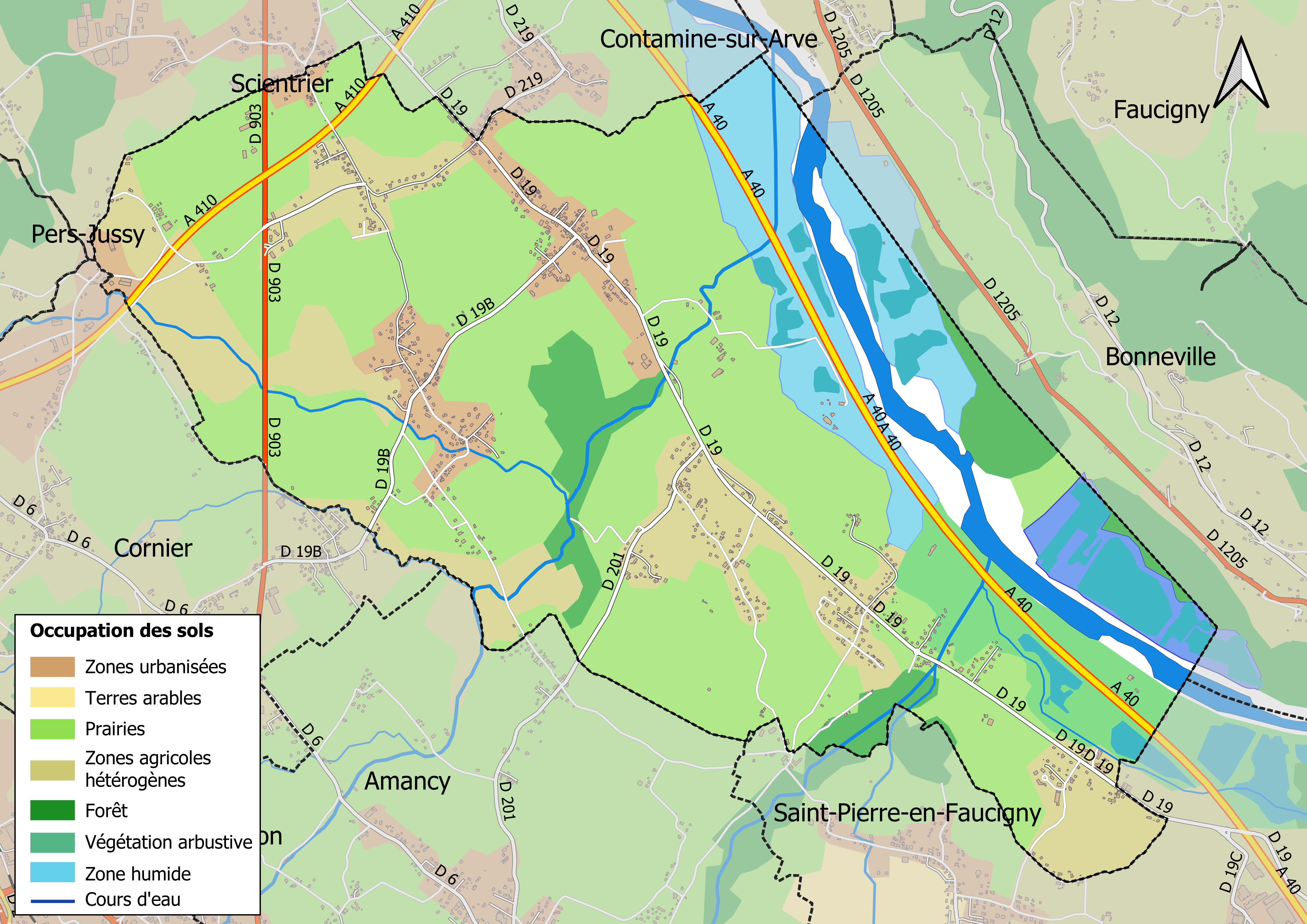
Kaart van de gemeente met de belangrijkste infrastructuur, bodemgebruik en omliggende gemeenten

## Demografie
Onderstaande figuur toont het verloop van het inwonertal (bron: INSEE-tellingen).